# El Bola
El Bola és una pel·lícula espanyola dirigida per Achero Mañas estrenada l'any 2000.

## Argument
El Bola (Juan José Ballesta) és un noi de 12 anys que viu una atmosfera violenta i sòrdida. La seva situació familiar, que oculta avergonyit, l'incapacita per relacionar-se i comunicar-se amb altres nois. L'arribada d'un nou company a l'escola, amb qui descobreix l'amistat, i la possibilitat de conèixer una realitat familiar diferent que li donaran forces per acceptar i finalment ser capaç d'enfrontar-se a la seva.

## Repartiment
- Pablo (El Bola): Juan José Ballesta
- Alfredo: Pablo Galán
- José (pare de Alfredo): Alberto Jiménez
- Mariano (pare de El Bola): Manuel Morón
- Laura (assistente social): Ana Wagener
- Marisa: Nieve de Medina
- Aurora (mare de El Bola): Gloria Muñoz
- Alfonso (amic de José): Javier Lago
- Juan: Omar Muñoz
- Àvia del Bola: Soledad Osorio
- Veí: Alfonso Vallejo
- Birras (Manuel Caro): Manolo Caro
- Sebas: Juan Carlos Martín
- Cobeta: Máximo Jiménez
- Salva: Miguel Ángel Gutiérrez
- Profesor: Esteban Massana

## Rodatge
La pel·lícula es va rodar a Madrid, als barris de Carabanchel, Lucero, Casa de Campo, Viaducto de la calle Segovia.

## Palmarès cinematogràfic
XV edició dels Premis Goya 2001
| Categoria                            | Persona                                                          | Resultat   |
| ------------------------------------ | ---------------------------------------------------------------- | ---------- |
| Premi Goya a la millor pel·lícula    | Premi Goya a la millor pel·lícula                                | Guanyadora |
| Premi Goya al millor director novell | Achero Mañas                                                     | Guanyador  |
| Premi Goya al millor actor revelació | Juan José Ballesta                                               | Guanyador  |
| Premi Goya al millor guió original   | Achero Mañas Verónica Fernández                                  | Guanyadors |
| Premi Goya al millor so              | Daniel Goldstein Ricardo Steinberg Sergio Burman Jaime Fernández | Candidats  |

Medalles del Cercle d'Escriptors Cinematogràfics de 2000
| Categoria            | Persona                         | Resultat  |
| -------------------- | ------------------------------- | --------- |
| Mejor pel·lícula     | Mejor pel·lícula                | Guanyador |
| Millor actor         | Juan José Ballesta              | Guanyador |
| Millor guió original | Achero Mañas Verónica Fernández | Guanyador |
| Premi revelació      | Achero Mañas                    | Guanyador |

- Guanyadora a Millor Guió a Festival de Sundance
- Guanyadora del Plat d'Or al Premi de la Família - Itàlia